# 九一式105mm榴彈炮
九一式105mm榴弹炮（日语：／）是日本陸军在1930年代初期使用的榴弹炮。並在二战期间使用的主力轻榴弹炮。主要由野砲兵連隊（军队符号：A）使用，即师团炮兵。

## 概述
一战期间的欧洲战线，除了常规的75mm野战炮外，各国還將100mm轻型榴弹炮合并为师屬炮兵彰显威力。日本認為有必要研制一种师炮用的100毫米轻型榴弹炮，該榴弹炮可以像野战炮一樣由6匹战马拖曳。1920年“参第398号”兵器研究方针确定了新榴弹炮的规格。1924年，陆军要求法国施耐德制造，若结果良好，日本将购买300門炮。
试制炮于1930年完成，同年年底至次年年初从法国运来5支。經测试後普遍认为性能良好，1931年订购了300门炮。于1933年3月制式并国产化。
閉鎖機是标准的水平鎖栓式，使用可變式分離藥筒，按火藥量順序排列：1號、2號和3號。它采用开腿式炮架，前部炮架变得更轻，为同代设计中操作重量最轻的炮种之一。因為直接采用法国设计，以当时日軍的体格來說过于沉重，也有人指出各部分都缺乏人体工学 。
1936年，开始全面部署，并作为炮兵的主要武器，但是1940年后，野战炮和山炮的生产极为简陋。原本效仿德国陆军的体制，使炮兵的炮由九一式和九六式15厘米榴弹炮组成，但由于戰爭局勢的变化，導致太平洋战争時大部分的师级火炮都是库存的野战炮。
該炮也被用作一式十釐米自走砲的主炮，一种基于九七式中戰車底盘改造的自走炮

## 穿甲能力
以穿甲弹为例，九一式在1500米可穿透63毫米，1000米為70毫米，500米為76毫米，在100米为83毫米。根据1945年美国战争部的资料，缴获該炮時使用穿甲弹測試，在命中90度角的情況下，射擊距离为750yd（約685.8米）/2.7in（約穿透69mm）、500yd（約457.2米）/2.8in（約穿透71mm）、250yd（約228.6米）/2.95in（約穿透75毫米）。（根据1945年吕宋岛的作战报告，「无论打到哪里，近距离都有效」。使用的弹药类型未知。)
若使用3型穿甲高爆弹，在1000米距离可穿透120毫米，在500米則可穿透80毫米 。大阪兵工厂枚方工廠制造了大约9000枚3型穿甲高爆弹。

## 機動化

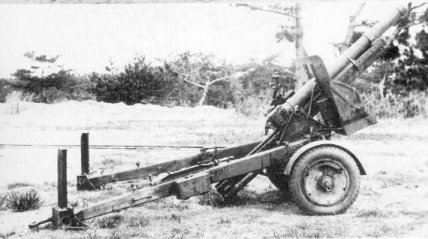
機動九一式105mm榴弹炮

1933年开始将此炮作为坦克师机动火炮的牵引车，1935年，機動91式105mm榴弹炮正式制式化。但因延迟成立机动炮兵连队，实际生產到1941年才开始。
射击性能與常规的九一式榴弹炮相同，但配备了板簧懸吊系統和无刺輪胎，最大速度为40公里/小时。炮车的重量增加了约250千克，但因牽引時不連接前車，因此實際操作重量更轻。